# Comandante de Ejército de 1.ᵉʳ Rango

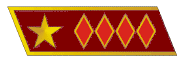
Insignia de Comandante de Ejército de Rango. El fondo depende de la especialidad de la unidad.

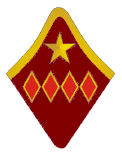
Insignia de Komandarm de Rango en la punta de la solapa del abrigo o chaqueta.

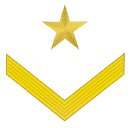
Insignia de Comandante de Ejército de Rango.

Comandante de Ejército de 1.er Rango o Komandarm de 1.er Rango (ruso: командарм 1-го ранга) fue un grado militar de general del Ejército Rojo. Komandarm es la contracción de "Comandante de Ejército" («командующий армией»), establecido en 1935 y abolido en 1940. Es superior al Comandante de Ejército de 2.º Rango, pero inferior al de Mariscal de la Unión Soviética. 
Por decisión del Comité Central de la Unión Soviética y del Secretariado de la URSS de 7 de octubre de 1935, se nombra a los siguientes generales Komandarm de 1.er Rango:
- I.P. Belov (И. П. Белов) — fusilado en 1938
- S. S. Kamenev (С. С. Каменев) — fallecido en 1935 antes de la masiva purga en el Ejército Rojo. Enterrado en los muros del Kremlin.
- Ieronim Uborevich (И. П. Уборевич) — fusilado por el Caso Tujachevsky el 12 de julio de 1937.
- Borís Sháposhnikov (Б. М. Шапошников) — luego nombrado Mariscal de la Unión Soviética
- Iona Yakir (И. Э. Якир) — fusilado por el Caso Tujachevsky el 12 de julio de 1937

En 1938 fueron nombrados Komandarm de 1.er Rango:
- Grigory Kulik (Г. И. Кулик ) — más tarde sería nombrado Mariscal de la Unión Soviética.
- Semión Timoshenko (С. К. Тимошенко) — más tarde sería nombrado Mariscal de la Unión Soviética.
- I.F. Fedko (И. Ф. Федько) — fusilado.
- M.P. Frinovsky (М. П. Фриновский) — fusilado.

La divisa de Komandarm de 1.er Rango eran cuatro rombos rojo oscuro y una estrella dorada en el botón. En la camisa de campaña se remplaza la estrella por el número en el rombo.

## Destino de los Komandarm de1.erRango
El tiempo de vigencia de este rango coincidió con la Gran Purga que afectó al ejército. De los primeros cinco Komandarm de 1.er Rango, 3 fueron fusilados (Uborevich, Yakir y Belov, Kamenev falleció antes de las purgas).
De los nombrados en 1938, fueron fusilados Fedko y Frinovskiy. En total, de los 9 Komandarm de 1.er Rango, fueron fusilados 5.
De los Komandarm de 1.er Rango supervivientes, (Kulik, Timoshenko y Shaposhnikov) fueron ascendidos posteriormente a Mariscales de la Unión Soviética.
El rango de Komandarm de 1.er Rango fue abolido en 1940 instituyendo las diferentes graduaciones de generales.